# Легализация параллельного импорта в России
Легализация параллельного импорта в России для отдельных групп товаров произошла в результате принятия Постановления Правительства Российской Федерации от 29 марта 2022 года и представляла собой ответ на санкции и бойкот из-за российского вторжения на Украину в феврале 2022 года.

## История
«Параллельным импортом» называют ввоз в страну товаров с определённым товарным знаком без разрешения правообладателя этого товарного знака. Таким образом, это происходит «параллельно» официальному импорту с помощью дилеров, уполномоченных правообладателем.
Понятие параллельного импорта и принципа национального исчерпания права в России было введено в 2002 году, и до 2009 года велась жёсткая борьба с параллельным импортом, при которой к нарушителям прав о товарном знаке применялись нормы как гражданско-правовой, так и административно-правовой ответственности. С 2009 года к правонарушителям стала применима только гражданско-правовая ответственность. В 2018 году Конституционный суд РФ сформировал новую практику работы с параллельным импортом, единственным эффективным изменением которой стало введение обязанности для импортёра осуществить реэкспорт нарушающего правила параллельного импорта товара (возврат товара в страну, из которой он был получен).
Параллельный импорт в России был запрещён статьёй 1487 Гражданского кодекса РФ, согласно которой товар мог ввозиться непосредственно самим правообладателем или с его согласия. Согласно российскому законодательству, «серый» импорт считался контрабандой, закамуфлированной под легальный ввоз товара.

## С 2022 года
Вскоре после российского вторжения на Украину в феврале 2022 года, около 300 крупных международных компаний, работающих в разных сферах, заявили о приостановке деятельности в РФ, в том числе поставок своей продукции на российский рынок. США, страны ЕС и ряд других государств наложили санкции, включающие в себя запрет поставок некоторых категорий продукции, в том числе высокотехнологичного оборудования.
29 марта 2022 года правительством Российской Федерации было принято Постановление № 506 «О товарах (группах товаров), в отношении которых не могут применяться отдельные положения Гражданского кодекса Российской Федерации о защите исключительных прав на результаты интеллектуальной деятельности, выраженные в таких товарах, и средства индивидуализации, которыми такие товары маркированы».  Согласно постановлению № 506, ввоз этих товаров осуществляется без согласия правообладателя в обход ограничений, установленных санкционным законодательством третьих стран, с целью насыщения внутреннего рынка и стабилизации цен. 
23 апреля 2022 года Министерство промышленности и торговли Российской Федерации (Минпромторг) утвердило перечень товаров и торговых марок, параллельный импорт которых был разрешён. В их число вошла автомобильная продукция компаний Tesla, Land Rover, Jeep, Jaguar, Chrysler, Bentley, Cadillac, Chevrolet, Dodge, Hummer, Rover, General Motors, Freightliner, Peterbilt, Kenworth, Mack. Кроме того, запчасти Cummins, Deutz, Hyundai, Nissan, Volkswagen, Toyota, Volvo, Scania, шины Continental, Michelin, Goodyear, Bridgestone, электронные компоненты, бытовая электроника Electrolux, Miele, Siemens, Dyson, Apple, Samsung, Nokia, Sony, Siemens, Hewlett-Packard, Huawei, Lenovo; игровые приставки Xbox, PlayStation, Nintendo, всего более 50 групп товаров, включая текстиль, кожгалантерею, одежду, меха, парфюмерию, оборудование и механические устройства.
В июне 2022 года сеть «Связной» сообщила о поставках электроники из-за рубежа с помощью параллельного импорта. Это — смартфоны Apple, Samsung, игровые консоли PlayStation, Xbox и Nintendo. Устройства предназначены для стран ЕАЭС. Как сообщили в компании, за счёт параллельного импорта ассортимент продукции был расширен «более чем на 100 товарных позиций».
4 августа Минпромторг заявил о включении в список товаров для параллельного импорта реагента и расходных материалов для лечения рака. Поэтому данный перечень дополнен брендом Miltenyi Biotec. Это, по заявлению ведомства, позволит осуществлять поставки необходимых реагентных наборов для работы медицинского оборудования данного бренда, которое используется в ФГБУ «НМИЦ ДГОИ им. Дмитрия Рогачева», ФГБУ «НМИЦ онкологии им. Н. Н. Петрова» и «НИИ детской онкологии, гематологии и трансплантологии им. Р. М. Горбачевой».
Также Минпромторг расширил указанный перечень парфюмерно-косметической продукцией брендов Lancôme, Redken, Yves Saint Laurent, Helena Rubinstein, Valentino, Giorgio Armani и Kerastase, которые ранее находились в списке исключений. По заявлению ведомства, продукция этих товарных знаков находилась на прилавках российских магазинов в недостаточном количестве.
15 августа 2022 года вице-премьер, министр промышленности и торговли Денис Мантуров сообщил, что объём ввоза в Россию товаров по параллельному импорту с начала мая 2022 года достиг 6,5 млрд долларов. Опираясь на статистику, Мантуров предположил, что ожидаемый объем параллельного импорта до конца 2022 года составит около 16 млрд долларов.
19 сентября 2022 года глава Минпромторга Денис Мантуров заявил о том, что вопрос с включением алкоголя в систему параллельного импорта необходимо решить до новогодних праздников, чтобы торговые сети успели пополнить свой ассортимент «традиционными продуктами». Ранее Минпромторг выступил с предложением включить в список разрешенных к параллельному импорту товаров следующие алкогольные напитки: шампанское Veuve Clicquot, вермуты Martini и Cinzano, виски Jack Daniel’s, Jim Beam, Hennessy, Johnnie Walker, Chivas, ром Captain Morgan, Havana Club, текилу Olmeca и другие.
2 ноября 2022 года Минпромторг России расширил перечень товаров, которые разрешено ввозить в РФ в рамках параллельного импорта. В дополненный список вошли, в частности, алкогольные напитки Jagermeister, Jameson, Jim Beam, Johnnie Walker, Absolut, Aperol, White Horse, Wiliam Lawsons's, Hennessy, Moet, Bacardi, Baileys, Capitan Morgan. В ведомстве пояснили, что механизм параллельного импорта затронет алкогольную продукцию, которая не производится в России. По заявлению Минпромторга по винной и коньячной продукции внутренняя потребность удовлетворяется полностью.
Также перечень товаров в рамках параллельного импорта был расширен брендами Adidas, FC Barcelona, Real Madrid, Ferrari, Mercedes, Disney, Marvel и DC Comics. При этом, глава Ассоциации владельцев кинотеатров Алексей Воронков заявил, что параллельный импорт не распространяется на фильмы и мультфильмы Disney, Marvel и DC Comics, однако, по его словам, «этот вопрос может быть решён».
7 ноября 2022 года Минпромторг РФ исключил парфюмерно-косметическую продукцию марок Lancome, Redken, Yves Saint Laurent, Giorgio Armani и Kerastase из перечня товаров, разрешенных к параллельному импорту, куда данные бренды были внесены в августе 2022 года. По заявлению ведомства, это стало возможным благодаря «готовности компаний возобновить поставки своей продукции в Россию». Как сообщил Минпромторг, исключения должны были вступить в силу спустя три месяца, чтобы позволить продавцам ввозить продукцию, приобретённую в рамках параллельного импорта.
В феврале 2023 года стало известно о проекте приказа Росздравнадзора, который должен был разрешить российским больницам и поликлиникам использовать неоригинальные запчасти и комплектующие для ремонта и обслуживания иностранной медтехники.
По данным издания «Ведомости», в феврале 2023 года крупные российские автодилеры, в частности «Авилон» и «Ключавто», используя механизм параллельного импорта, начали ввозить автомобили западных производителей: Mercedes, BMW, Audi, Toyota, Volvo, Volkswagen, Kia и других, — для собственных продаж и перепродаж региональным дистрибьюторам. «Авилону» заказывали партии до 1000 автомобилей из Китая. «Ключавто» на указанный момент располагало 4000 машин, завезенными по параллельному импорту.
13 марта 2023 года Минпромторг РФ расширил список брендов, которые можно будет импортировать без разрешения правообладателя. В него вошли IKEA, бренды товаров для дома Wahl и Zanussi, игры от Nintendo, бренды премиального сегмента Lancome, Giorgio Armani и Yves Saint Laurent, а также продукцию производителей моторных масел и сельскохозяйственной техники.
4 августа 2023 года Минпромторг внес в перечень товаров, разрешенных к параллельному импорту: батареи и аккумуляторы Panasonic, Duracell и Varta; запчасти для автомобилей и техники BOMAGа Isuzu; фотоаппараты Canon, Fujifilm и Sony; очки различных брендов, среди которых Ray-Ban, HUGO и Calvin Klein. Поскольку линзы Acuvue продолжают поступать в официальную продажу, Минпромторг отказался вносить данный бренд в указанный список.
В февраля 2024 года в перечень товаров было включено несколько брендов горнодобывающего оборудования, таких как Dewalt, Epiroc, Husqvarna, компрессоров: Soler & Palau, Vortice, Air System; насосов и вентиляторов. Помимо этого в список добавили ряд исключений для одежды, косметики  и парфюмерии, среди которых Kenzo, La-Roche Posay.
В июне 2024 года директор департамента международной кооперации и лицензирования в сфере внешней торговли Минпромторга России Роман Чекушов сообщил, что идет сокращение брендов в параллельном импорте, вместе с тем применение этого механизма в России планируется продлить на 2025 год.
В сентябре 2024 Минпромторг расширил список параллельного импорта, увеличив в нем перечень автозапчастей под брендами KIA и Hyundai, для того чтобы насытить внутренний рынок необходимыми востребованными автокомпонентами. Одновременно с этим были сокращены позиции сфере легкой промышленности, поскольку, по информации данного ведомства, в РФ количество брендов этой отрасли, включая премиальный fashion сегмент, уже превысило 3 тысячи.

## Официальные российские оценки
Федеральная антимонопольная служба России, подготовившая проект нормативных актов о параллельном импорте, заявила, что мера «разовьёт конкуренцию между брендами за счёт увеличения числа предприятий, ввозящих товары в Россию, что приведёт к снижению цены на эти товары».
Пресс-служба Министерства промышленности и торговли Российской Федерации 28 марта 2022 года сообщила, что легализация параллельного импорта не означает легализацию контрафактной продукции, речь идёт о налаживании альтернативных каналов поставки. Глава Федеральной таможенной службы России Владимир Булавин заявил 23 апреля 2022 года, что легализация параллельного импорта не откроет границы для контрафактных товаров, а принятые нововведения направлены на разрешение ввоза только оригинальной качественной продукции.
15 сентября глава Минпромторга Денис Мантуров, основываясь на данных ФТС, сообщил о том, что с 17 мая по схеме параллельного импорта в Россию было ввезено товаров на сумму 9,4 млрд долларов, из них в августе — 3,1 млрд долларов. Из-за этого был скорректирован в большую сторону прогноз по году — ведомство ожидало ввоза товаров на сумму не менее 20 млрд долларов. 
По информации Минпромторга перечень иностранных товаров допущенных к параллельному импорту сужается по мере насыщения рынка аналогичными товарами. К июлю 2023 года количество позиций в этом механизме сократилось с 1300 до 300. По словам главы Минпромторга Дениса Мантуров данный перечень продолжит сокращаться по мере появления отечественных аналогов.
Первый вице-премьер РФ Андрей Белоусов оценил сумму товаров поставленных в страну по параллельному импорту с 2022 по 2023 год в 70 млрд долларов. Объем импорта из недружественных стран сократился с 35% в 2022 году до 29% — в 2023 году.

## Экспертные оценки

### Независимые эксперты
Легализация параллельного импорта была неоднозначно встречена российскими экспертами. Некоторые из них посчитали, что без параллельного импорта россиян ожидало столкновение с беспрецедентным дефицитом, другая часть спрогнозировала возможный рекордный наплыв контрафакта в России, третья часть отметила, что данная инициатива может принести выгоду части производителей.

### Оценки участниками российского рынка
Крупнейший российский маркетплейс Wildberries поддержал инициативу легализации параллельного импорта. Пресс-служба компании заявила, что нововведение может способствовать расширению ассортимента и разнообразия товаров в России, а также будет способствовать сдерживанию роста цен. Представители компании отмечали, что разрешения параллельного импорта ожидали и многие предприниматели страны (их на тот момент было уже свыше 600 тыс. на Wildberries), которые смогут расширить свой бизнес и создать новые рабочие места.
Пресс-служба другого крупного маркетплейса Ozon сообщила, что, по мнению компании, легализация параллельного импорта должна привести к положительным эффектам как для потребителей, так и для конкуренции в целом.

## Международная реакция
Ведомство по интеллектуальной собственности Европейского союза, а также Ведомство по патентам и товарным знакам США прекратили все действия по сотрудничеству с Федеральной службой по интеллектуальной собственности России (Роспатентом) и Евразийской патентной организацией, штаб-квартира которой находится в Москве.